# Lennon/McCartney

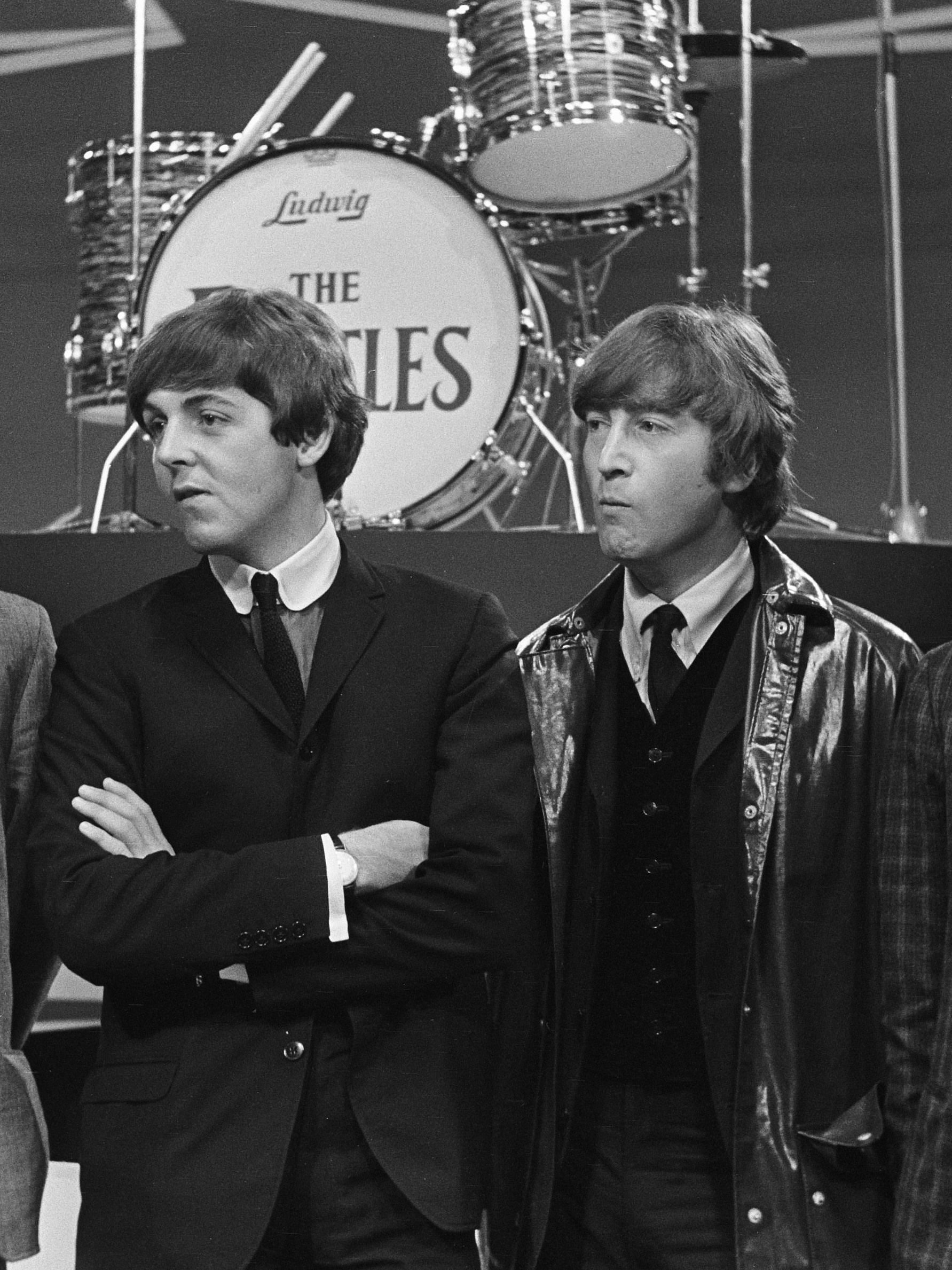
Paul McCartney und John Lennon, 1964

Lennon/McCartney ist eine der bekanntesten Songwriting-Partnerschaften der Musikgeschichte. Das Duo John Lennon und Paul McCartney hält die Urheberrechte an zahlreichen Kompositionen – darunter die der meisten Songs ihrer Band The Beatles. Dies schließt bis zum Ende der Band auch die Lieder ein, die faktisch nur von einem der beiden Komponisten geschrieben wurden.

## Songs der Beatles
Alle Beatles-Kompositionen, die von John Lennon und/oder Paul McCartney geschrieben wurden, erhielten – angelehnt an Musiker wie Gilbert and Sullivan, Leiber and Stoller, Goffin and King (als Urheber auch Goffin/King) oder Rodgers and Hammerstein – das Copyright Lennon/McCartney aufgrund einer Vereinbarung der beiden am Beginn der Karriere der Beatles. Folglich wurden die Tantiemen zwischen ihnen je zur Hälfte aufgeteilt. Diese Partnerschaft von „Lennon and McCartney“ ist heute noch eine der bekanntesten ihrer Art.
Auf dem ersten Beatles-Album Please Please Me wurde die Partnerschaft noch als McCartney/Lennon bezeichnet; auf allen späteren Alben wurde die Reihenfolge der Namen, der alphabetischen Sortierung entsprechend, umgedreht.
Paul McCartney sagte dazu: „Wir hatten uns schon sehr früh entschieden, unseren Songs das Etikett Lennon und McCartney zu geben, wir wollten nämlich einmal so berühmt wie Rodgers und Hammerstein werden. Ich hätte eigentlich McCartney/Lennon vorgezogen, doch John besaß die stärkere Persönlichkeit, und es schien mir, dass er die Sache mit Brian [Epstein] schon ausgemacht hatte, ehe ich etwas dazu sagen konnte.“
Während beide Musiker oftmals unabhängig arbeiteten und viele Beatles-Kompositionen primär das Werk des einen oder anderen sind, kam es insbesondere in der ersten Hälfte der 1960er Jahre eher selten vor, dass ein Stück vollkommen ohne irgendeinen Beitrag eines der beiden entstand. In vielen Fällen präsentierte der eine ein Fragment, das der andere vervollständigte oder verbesserte, oftmals durch Hinzufügung eines Mittelteils oder einer Überleitung. In der Regel übernahm der hauptsächliche oder alleinige Autor eines Songs den Leadgesang.
Insbesondere in der späteren Schaffensperiode der Beatles wurden dann zahlreiche Lieder von Lennon und McCartney ganz ohne Beteiligung des jeweils anderen verfasst und trotzdem dem gemeinsamen Copyright zugeschrieben. So schrieb Paul McCartney unter anderem die Lieder Yesterday, When I’m Sixty-Four, Lady Madonna, Ob-La-Di, Ob-La-Da, Hey Jude und Let It Be ohne Lennon. John Lennon war im Gegenzug alleiniger Autor von Stücken wie Strawberry Fields Forever, Being for the Benefit of Mr. Kite!, All You Need Is Love, Across the Universe, I Am the Walrus oder Come Together.

### Methode
Methodisch funktionierte die Lennon/McCartney-Partnerschaft als Mischung aus Elementen eines Konkurrenzdenkens und wechselseitiger Inspiration sowie zielgerichteter Zusammenarbeit. Die kollaborative und kreative Verschmelzung von musikalischen Ideen zwischen den beiden wird oftmals als Hauptgrund für die herausragende Innovationsfähigkeit und den Erfolg der Beatles zitiert.
John Lennon sagte zur Partnerschaft: „Paul und ich haben früher musikalisch völlig übereingestimmt. Wir haben meiner Meinung nach so gut zusammengearbeitet, weil wir die gleiche Musik liebten. Manchmal schrieben wir Songs gemeinsam, manchmal nicht. Wir schrieben zusammen, weil wir großen Spaß daran hatten.“
Die beiden komponierten bereits 1958 gemeinsam, bis die Partnerschaft 1969 nach Abbey Road beendet wurde. Im Laufe der Zeit waren die Stücke zunehmend nur noch das Werk jeweils eines der beiden, und der Beitrag des jeweils anderen beschränkte sich auf ein paar Wörter oder eine Akkordänderung. A Day in the Life ist wahrscheinlich das beste Beispiel einer späteren Beatles-Komposition, die aus substantiellen Beiträgen sowohl Lennons als auch McCartneys besteht, indem ein Stück von McCartney verwendet wurde, um den Mittelteil von Lennons Komposition auszuarbeiten.

### Streitigkeiten über die Autorenschaft
Es kam über die Jahre nur bei drei Titeln zu Streitigkeiten über die Autorenschaft: Eleanor Rigby, In My Life und Ticket to Ride.
Eleanor Rigby wurde von Paul McCartney allein geschrieben. McCartney erklärte, er habe das Lied im Musikzimmer seiner damaligen Freundin, der Schauspielerin Jane Asher geschrieben und habe es, noch unvollendet, dem Musiker Donovan vorgespielt. John Lennon behauptete in einem Interview 1972 allerdings, er habe über 70 Prozent des Textes zu jenem Stück verfasst, wobei sein Jugendfreund Pete Shotton dem widersprach.
Bei In My Life gab Lennon an, dass McCartney nur einen kleinen Teil beisteuerte (er half demnach nur beim acht Takte umfassenden Mittelteil). McCartney erwiderte allerdings, er habe den größten Teil des Liedes geschrieben, und nannte als Inspiration dafür die beiden Lieder You’ve Really Got a Hold on Me und Tears of a Clown von Smokey Robinson.
Auch Ticket to Ride reklamierte John Lennon ganz für sich. So meinte er später: „Pauls Beitrag war, dass er Ringo gesagt hat, wie er das Schlagzeug spielen soll.“ McCartney erklärte, dass Lennon zwar das erste Fragment vom Stück einbrachte, sie es aber gemeinsam fertigstellten. „Schreibt ihm 60 % des Stückes zu. Aber wir arbeiteten das Lied gemeinsam in einer dreistündigen Session aus.“

### Umdrehung der Urheberschaft
Auf dem 1976er Album Wings over America, sowie in den 1990er und den frühen 2000er Jahren versuchte Paul McCartney, die Urheberschaft umzudrehen, und reklamierte Paul McCartney and John Lennon hinsichtlich einer Anzahl von Liedern, die er unabhängig geschrieben hatte. Diese Änderung wurde von Yoko Ono abgelehnt. Im Februar 2005 erklärte McCartney, das sei eine Angelegenheit, mit der er keine Probleme mehr habe.

### Give Peace a Chance
Give Peace a Chance entstand ebenfalls in einer Zeit, als die Lieder noch Lennon/McCartney zugeschrieben wurden. Auf der Single-Veröffentlichung ist dieses Copyright auch vorhanden, obwohl das Lied allein von Lennon geschrieben wurde. Auf seinem 1997 erschienenen Album Lennon Legend: The Very Best of John Lennon ist McCartneys Name aus den Credits verschwunden.

## Songs für andere Interpreten

Erste Cilla-Black-Single Love of the Loved

A World Without Love von Peter & Gordon

Einige Lennon/McCartney-Songs wurden zunächst von anderen Interpreten veröffentlicht, darunter vor allem die Interpreten aus dem Umfeld des gemeinsamen Managers Brian Epstein. Dies betrifft mehrheitlich den Zeitraum von 1963 bis 1965. In einigen Fällen verhalfen Lennon/McCartney-Songs anderen Künstlern zum Start ihrer Karriere. Interpreten, die Titel von Lennon/McCartney erhielten, waren insbesondere Billy J. Kramer, The Fourmost, Cilla Black und Peter & Gordon. Die Songs Bad to Me (1963, Billy J. Kramer) und A World Without Love (1963, Peter & Gordon) erreichten Platz 1 der britischen Charts.
Einige der Songs wurden nach ihrer Erstveröffentlichung wiederum von den Beatles aufgenommen. I Wanna Be Your Man (1963, The Rolling Stones) und I Call Your Name (1963, Billy J. Kramer) wurden zeitnah von den Beatles aufgenommen und auf Alben und EPs veröffentlicht. Andere Aufnahmen erschienen erst mit dem Album Live at the BBC (1994) sowie im Rahmen der Anthology-Trilogie (1995/1996) und The Beatles Bootleg Recordings 1963 (2013).
1979 erschien das Kompilationsalbum The Songs Lennon and McCartney Gave Away, in dem die überwiegende Anzahl der unten aufgeführten Kompositionen enthalten 
| Veröffentlichungsjahr | Künstler                         | Lied                          | Anmerkung |
| --------------------- | -------------------------------- | ----------------------------- | --- |
| 1963                  | The Rolling Stones               | I Wanna Be Your Man           | Die Version der Beatles befindet sich auf dem Album With the Beatles                                                                                           |
| 1963                  | Billy J. Kramer with The Dakotas | I’ll Be on My Way             | Die Version der Beatles befindet sich auf dem Album Live at the BBC                                                                                            |
| 1963                  | Billy J. Kramer with The Dakotas | Bad to Me                     | Die Version der Beatles befindet sich auf dem Album The Beatles Bootleg Recordings 1963                                                                        |
| 1963                  | Billy J. Kramer with The Dakotas | I Call Your Name              | Die Version der Beatles befindet sich auf dem Album The Beatles’ Second Album (USA) und der EP Long Tall Sally (UK)                                            |
| 1963                  | Billy J. Kramer with The Dakotas | I’ll Keep You Satisfied       | |
| 1964                  | Billy J. Kramer with The Dakotas | From a Window                 | |
| 1963                  | Tommy Quickly                    | Tip of My Tongue              | Das Lied wurde am 26. November 1962 von den Beatles aufgenommen, aber nicht veröffentlicht                                                                     |
| 1963                  | The Fourmost                     | Hello Little Girl             | Die Version der Beatles befindet sich auf dem Album Anthology 1                                                                                                |
| 1963                  | The Fourmost                     | I’m in Love                   | Die Version der Beatles befindet sich auf dem Album The Beatles Bootleg Recordings 1963                                                                        |
| 1963                  | Cilla Black                      | Love of the Loved             | Die Version der Beatles befindet sich auf Bootlegs |
| 1964                  | Cilla Black                      | It’s for You                  | Im Juli 2016 wurde bekanntgegeben, dass eine Acetat-Single der Demoversion von Paul McCartney/Beatles vom Juni 1964 im Nachlass von Cilla Black gefunden wurde |
| 1964                  | The Strangers with Mike Shannon  | One and One Is Two            | Die Version der Beatles befindet sich auf Bootlegs |
| 1964                  | Peter & Gordon                   | A World Without Love          | Im Januar 2013 gab Peter Asher bekannt, dass er eine Acetat-Single der Demoversion von Paul McCartney in seinem Archiv gefunden habe                           |
| 1964                  | Peter & Gordon                   | Nobody I Know                 | |
| 1964                  | Peter & Gordon                   | I Don't Want to See You Again | |
| 1964                  | The Applejacks                   | Like Dreamers Do              | Die Version der Beatles befindet sich auf dem Album Anthology 1                                                                                                |
| 1965                  | P.J. Proby                       | That Means a Lot              | Die Version der Beatles befindet sich auf dem Album Anthology 2                                                                                                |
| 1968                  | Black Dyke Band                  | Thingumybob                   | |
| 1968                  | Cilla Black                      | Step Inside Love              | Die Version der Beatles befindet sich auf dem Album Anthology 3                                                                                                |
| 1969                  | Mary Hopkin                      | Goodbye                       | Die Version der Beatles befindet sich auf der 2019er Super-Deluxe-Version des Albums Abbey Road                                                                |